# Fire It Up (Joe Cocker)
Fire It Up è il ventiduesimo ed ultimo album di Joe Cocker, pubblicato il 6 novembre 2012. È stato registrato presso gli Emblem Studios Calabasas in California, come era accaduto per il precedente Hard Knocks. L'album è stato prodotto da Matt Serletic ed è stato pubblicato il due versioni: la classica e la premium edition con in più un DVD.

## Tracce
1. "Fire It Up" (Alan Frew, Johnny Reid, Marty Dodson) - 3:53
2. "I'll Be Your Doctor" (Jeff Trott, Victoria Horn, Steve McMorran) - 3:31
3. "You Love Me Back" (Steve Diamond, Stephanie Bentley, Dennis Matkosky) - 3:54
4. "I Come in Peace" (Rick Brewster, Ross Wilson) - 4:19
5. "You Don't Need a Million Dollars" (Rob Giles) - 3:56
6. "Eye on the Prize" (Marc Broussard, Courtlan Clement, Chad Gilmore, De Marco Johnson, Jamie Kenney, Calvin Turner) - 4:09
7. "Younger" (Gary Burr) - 4:12
8. "You Don't Know What You're Doing to Me" (Tyler Hilton, Wayne Kirkpatrick) - 3:52
9. "The Letting Go" (Charlie Evans, Joss Stone, Graham Lyle) - 3:30
10. "I'll Walk in the Sunshine Again" (Keith Urban) - 3:13
11. "Weight of the World" (Kevin Bowe, Joe Stark) - 3:59
12. "The Last Road" (Matt Serletic, Aimée Proal, Dave Katz, Sam Hollander) – 4:08 Premium edition bonus track
13. "Walk Through the World with Me" (Marc Cohn, John Leventhal) – 4:25 Premium edition bonus track
14. "Let Love Decide" (bonus track) – 2:53 iTunes bonus track

Premium edition DVD (diretto da Cole Walliser e girato a Los Angeles nel settembre 2012)
1. "Fire It Up" (Alan Frew, Johnny Reid, Marty Dodson)
2. "I'll Be Your Doctor" (Jeff Trott, Victoria Horn, Steve McMorran)
3. "You Love Me Back" (Steve Diamond, Stephanie Bentley, Dennis Matkosky)
4. "Eye on the Prize" (Marc Broussard, Courtlan Clement, Chad Gilmore, De Marco Johnson, Jamie Kenney, Calvin Turner)
5. "I Come in Peace" (Rick Brewster, Ross Wilson)
6. "You Don't Need a Million Dollars" (Rob Giles)

Line-up: Joe Cocker – voce; Nick Milo, Steve Grove – tastiere; Jack Bruno – batteria; Gene Black – chitarra, Oneida James-Rebeccu – basso; Nikki Tillman, Kara Britz – cori

## Formazione
- Joe Cocker - voce
- Mike Finnigan - tastiera, cori, organo Hammond B3
- Dorian Crozier - batteria
- Ray Parker Jr. - chitarra
- Chris Chaney - basso
- Jamie Muhoberac - tastiera
- Joel Shearer - chitarra
- Matt Serletic - tastiera, programmazione
- Tim Pierce - chitarra
- Tom Bukovac - chitarra
- Julie Gigante - violino
- Roger Wilkie - violino
- Brian Dembow - viola
- Steve Erdody - violoncello
- Jamie Hovorka - tromba
- John Daversa - tromba
- Jeff Babko - trombone
- George Shelby - sax
- Sherree Brown, Mabvuto Carpenter, Ayana Williams, Kara Britz, Maxine Waters, Julia Waters - cori

Note aggiuntive
- Matt Serletic - produttore